# Junee Shire
Koordinaten: 34° 52′ S, 147° 34′ O

Junee Shire ist ein lokales Verwaltungsgebiet (LGA) im australischen Bundesstaat New South Wales. Das Gebiet ist 2.030,0 km² groß und hat etwa 6.400 Einwohner.
Junee liegt im Süden des Staates in der Murrumbidgee-Region etwa 220 km nordwestlich der australischen Hauptstadt Canberra und 430 km südwestlich der Metropole Sydney. Das Gebiet umfasst 13 Ortsteile und Ortschaften: Bethungra, Dirnaseer, Erin Vale, Eurongilly, Illabo, Junee, Junee Reefs, Old Junee, Marinna, Wantabadgery, Wantiool, Yathella und die Hälfte von Harefield. Der Sitz des Shire Councils befindet sich in Junee im Zentrum der LGA, wo etwa 5.000 Einwohner leben.

## Verwaltung
Der Junee Shire Council hat neun Mitglieder, die von den Bewohnern der LGA gewählt werden. Junee ist nicht in Bezirke untergliedert. Aus dem Kreis der Councillor rekrutiert sich auch der Mayor (Bürgermeister) des Councils.